# إيناكي ساينز
إيناكي ساينز (بالإسبانية: Iñaki Sáenz)‏ (29 أبريل 1988 في إسبانيا - ) هو لاعب كرة قدم إسباني في مركز الدفاع. لعب مع ديبورتيفو ألافيس وراسينغ سانتاندير ويونيون ديبورتيفا لوغرينييس ونادي كالاهورا.

## وصلات خارجية
- إيناكي ساينز على موقع قاعدة بيانات كرة القدم.إي يو (الإنجليزية)
- إيناكي ساينز على موقع Soccerbase.com (لاعب) (الإنجليزية)
- إيناكي ساينز على موقع Soccerway.com (الإنجليزية)
- إيناكي ساينز على موقع AS.com (الإسبانية)